# Casa de Bourbon-Vendôme
A Casa de Bourbon-Vendôme refere-se a dois ramos da Casa de Bourbon. A primeira Casa de Bourbon-Vendôme era descendente de Luís, Conde de Vendôme (1376 – 1446), um cadete da Casa de Bourbon-La Marche. Embora o filho mais novo, Luís, tivesse a sorte de receber Vendôme através de sua mãe, Vendôme apenas foi elevado a ducado em 1515, a favor de Carlos de Bourbon. Até 1527, Carlos tinha ultrapassado o Duque de Alençon e Bourbon, e tornou-se no Primeiro Príncipe de Sangue. O filho de Carlos, António de Bourbon tornou-se Rei de Navarra através de casamento; o seu seu neto, Henrique IV em 1589 sucedeu no trono francês como o primeiro Rei Bourbon.
A segunda Casa de Bourbon-Vendôme descende diretamente da primeira casa. Foi fundada por César de Bourbon (1594-1665), filho legitimado do Rei Henrique IV da França e de sua amante, Gabrielle d'Estrées.

## História
Nascido em 1594, César de Bourbon foi legitimado, e feito Duque de Vendôme pelo seu pai, o Rei, em 1598. O título de Duque de Vendôme foi escolhido pois tinha pertencido à família de Henrique IV, antes da sua ascensão ao trono francês. Após a criação de 1598, o título continuou a ser usado pela família de César de Bourbon por mais de um século.
Em 1599, César de Bourbon herdou também os títulos de Duque de Beaufort e de Duque de Étampes após a morte de sua mãe. Após a morte de César de Bourbon, em 1665, foi sucedido como Duque de Vendôme pelo seu primeiro filho Luís (1612-1669), enquanto que o título de Duque de Beaufort passou para o seu segundo filho Francisco (1616-1669).
Após a morte do 4º Duque de Vendôme, em 1727, o título reverteu para a Coroa. Continuou a ser usado como Título de cortesia pelo então Conde de Provença, irmão de Luís XVI.

## Genealogia
1. César de Bourbon, 1º Duque de Vendôme, 2º Duque de Beaufort (1594-1665).[1][2][3] Em 1608, casou-se com Francisca de Lorena, Duquesa de Mercœur e de Penthièvre (1592–1669), filha e herdeira de Filipe Emanuel, Duque de Mercœur, rival do seu pai, Henrique IV. Tiveram três filhos.
  1. Luís II de Bourbon, 2º Duque de Vendôme (1612-1669). Casou-se com Laura Mancini, sobrinha do Cardeal Mazarin, tiveram três filhos.
    1. Luís José de Bourbon, 3º Duque de Vendôme (1654–1712). Foi nomeado Marechal de França. Casou-se com Maria Ana de Bourbon (1678-1718), filha de Henrique III Júlio de Bourbon, Príncipe de Condé e neta do Luís II, o Grande Condé. Não tiveram descendência. Depois de sua morte, os títulos passaram para o seu irmão mais novo, Filipe.
    2. Filipe de Bourbon-Vendôme, 4º Duque de Vendôme (1655-1727), chamado Le prieur de Vendôme. Grão Prior de França, na Ordem de Malta, era tembém um comandante de armas francês. Manteve o título até a sua morte em 1727.
    3. Júlio César (1657-1660)

  2. Isabel de Bourbon-Vendôme (1614-1664), casou-se com Carlos Amadeu de Saboia-Nemours, 6º Duque de Nemours.
  3. Francisco de Bourbon, 1º Duque de Beaufort (1616-1669), sem aliança e sem geração.

## Galeria

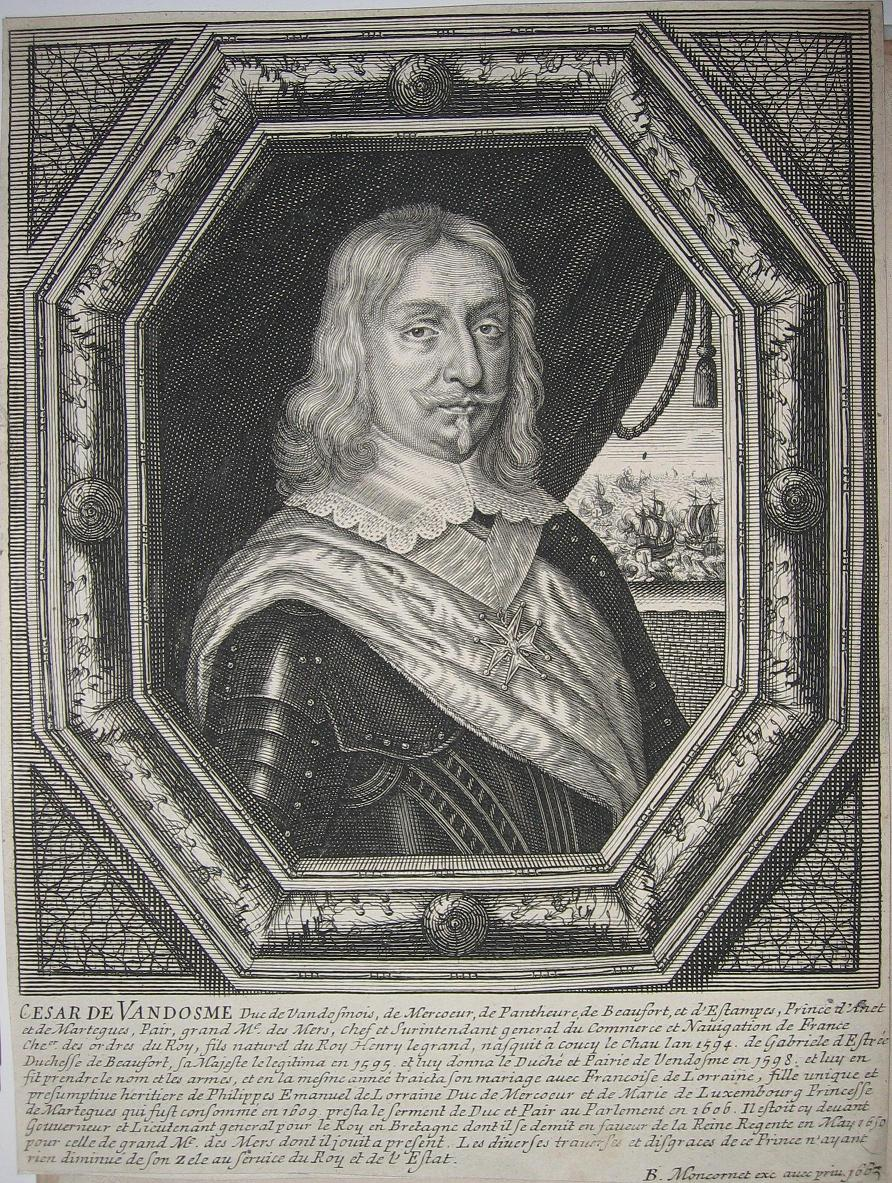
César de Vendôme: o chefe e fundador.
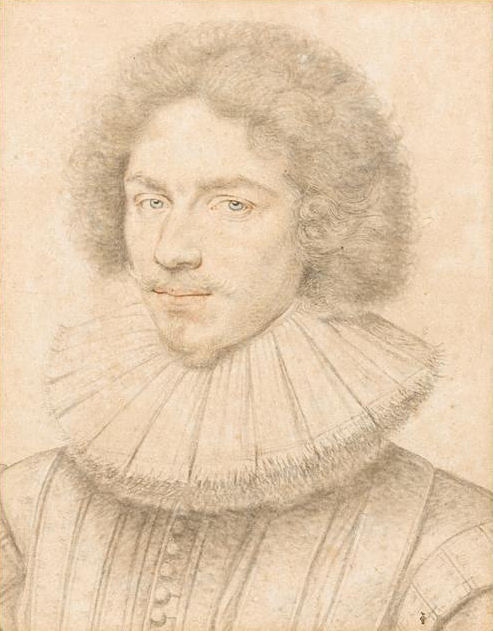
Luís II, filho de César de quem herdou o ducado.
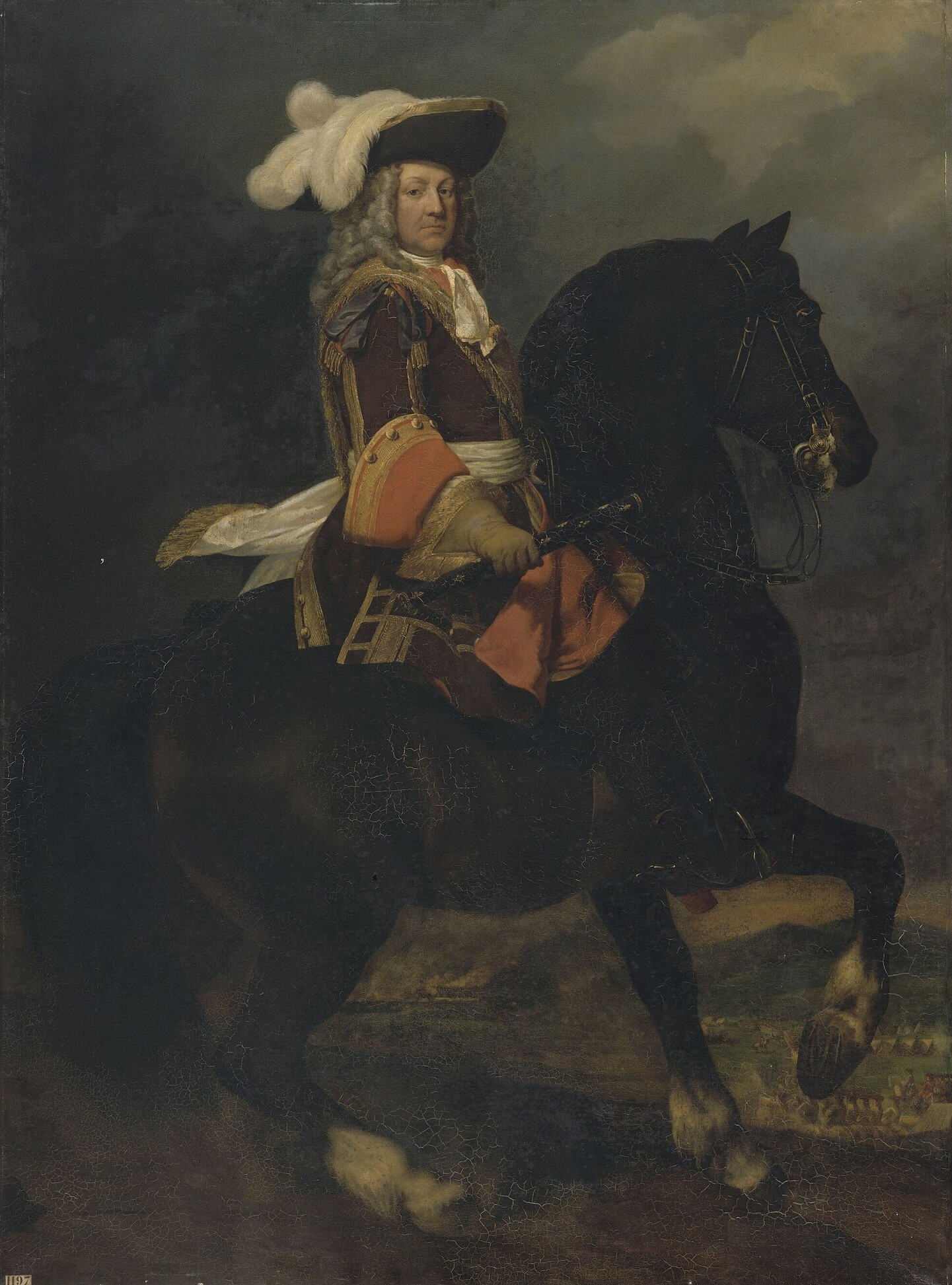
Luís José de Bourbon, Duque de Vendôme, em campanha, de 1706.
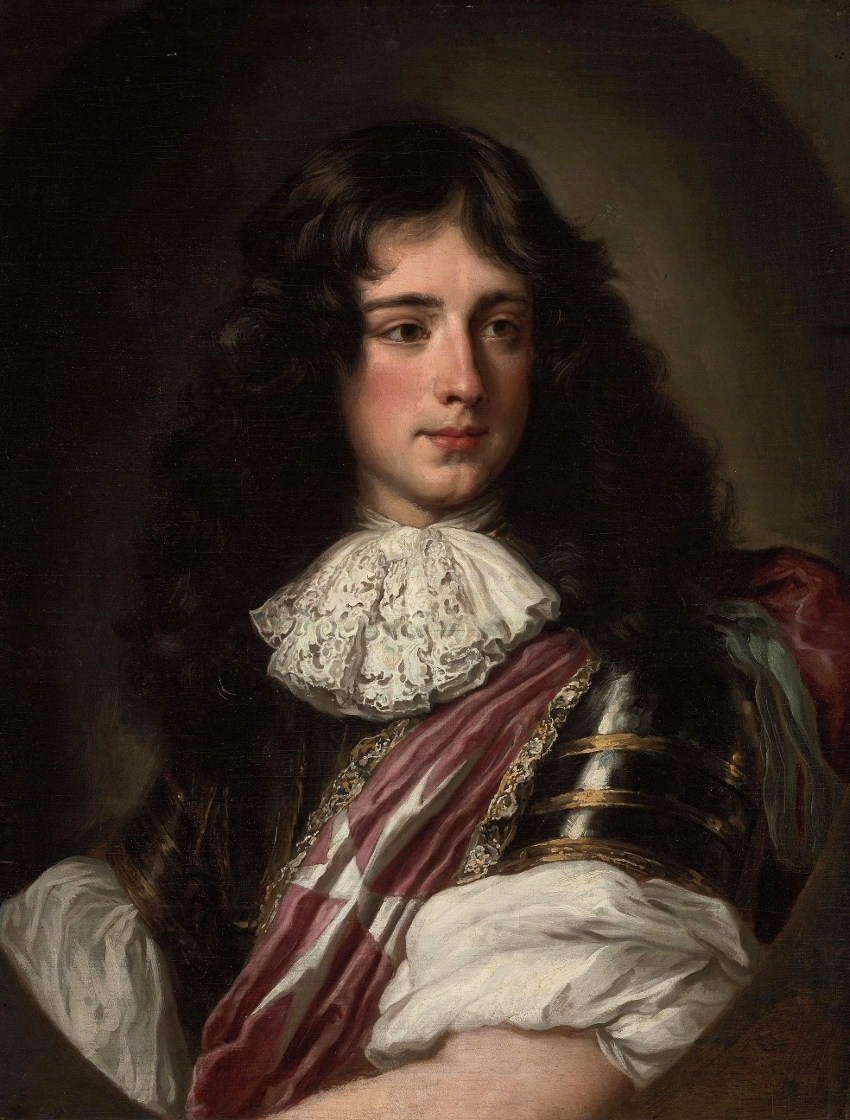
Filipe de Bourbon, o Prior de Vendôme, segundo filho de Luís II.

## Outras Casas Ilegítimas
- Bourbon-Penthièvre - extinta
- Bourbon-Maine - extinta
- Bourbon-Busset